# Марија Богдановић
Марија Богдановић (Жабљак, 7. јун 1940) је српски социолог, ректор Београдског универзитета у периоду 2000 — 2004. године.

## Биографија
Марија Богдановић је рођена 7. јуна 1940. године. Основну школу и гимназију завршила је у Београду (1947 — 1959). Студије социологије на Филозофском факултету завршава 1963. године, са просечном оценом 9,93, док постдипломске студије завршава са просечном оценом 9,80. Магистрирала је на тему „Теоријски и методолошки проблеми у истраживањима јавног мњења“ (1971), а докторирала је са темом „Квантитативни приступ у социологији“ (1978). Предаје и на Универзитету у Никшићу. Била је стипендиста чувене Фулбрајтове фондације, а предавала је и на Универзитету Џорџ Вашингтон, Универзитету у Вашингтону итд.
Члан је Европске асоцијације универзитета, Алијансе универзитета за демократију (АУДЕМ), председник Заједнице универзитета у Србији, Јонско-јадранске асоцијације (АДРИОН). Била је председник УО Алтернативне академске мреже (ААОМ). 2001. године добила је захвалницу, коју додељује Факултет цивилне одбране за допринос развоју факултета.
Од 1996. до 2002. године учествовала је у научном пројекту Универзитет и медији, а у оквиру овог пројекта написала је радове „Универзитет у вртлогу глобалних догађања (1996 — 1998)“, „Како је нестао и последњи траг аутономије Универзитета“ и „Универзитет у демократским процесима 2000-2002“.
Изабрана је, заједно са Мирољубом Лабусом, тада потпредседником Савезне владе, и Небојшом Човићем, тада потпредседником Владе Србије, за „Најевропљанина за 2001“, награду која се додељује личностима које у својој професији доприносе приближавању Европи.
Марија Богдановић је редовни професор Филозофског факултета у Београду за предмет „Методологија социолошких истраживања“. Била је декан Филозофског факултета и ову функцију добровољно напустила 1998. године. Била је два двогодишња мандата ректор Београдског универзитета од 2000. до 2004. године. Она је прва жена ректор Београдског универзитета. Њен претходник на овом положају био је Јагош Пурић, а наследник Дејан Поповић. Проректори за време њеног мандата били су, у првом мандату Ненад Грујић, Сретен Сокић (од 04. октобра 2000. до 26.02.2001) и Иван Јуранић, у другом мандату Богдан Ђуричић (од 2001) (Медицински факултет), Иван Јуранић (Хемијски факултет) и Жарко Спасић.